# جيمس هيرست
جيمس هيرست (بالإنجليزية: James Hurst)‏ هو سياسي أسترالي، ولد في 29 ديسمبر 1880، وتوفي في 1 أبريل 1964. حزبياً، نشط في حزب العمال الأسترالي. وقد انتخب عضو مجلس نواب تسمانيا.